# Annette Brockmöller
Annette Brockmöller (* 17. August 1963) ist eine deutsche Juristin und Richterin am Bundesgerichtshof.

## Leben
Brockmöller studierte Rechtswissenschaft an der Georg-August-Universität Göttingen. 1997 legte sie ihr zweites juristisches Staatsexamen ab und begann ihre Karriere in der Justiz Niedersachsens. Sie war dort zunächst bei der Staatsanwaltschaft, und als Richterin beim Amtsgericht und beim Landgericht Hannover tätig. Von 2002 bis 2006 folgte eine Abordnung als wissenschaftliche Mitarbeiterin an das Bundesverfassungsgericht. 2006 wurde sie zur Richterin am Oberlandesgericht Celle ernannt. Sie war dort an zwei Zivilsenaten tätig. 2008 wurde sie in das Niedersächsische Justizministerium abgeordnet, wo sie als Referatsleiterin tätig war. Sie leitete das für das Verfassungs- und Europarecht sowie das Öffentliche Recht zuständige Referat im Ministerium und war als Bundesratsreferentin für das niedersächsische Justizministerium tätig. Seit 2001 ist sie nebenberuflich verantwortliche Redaktorin des Archiv für Rechts- und Sozialphilosophie.
Im Februar 2011 wurde Annette Brockmöller zur Richterin am Bundesgerichtshof ernannt und dort dem IV. Zivilsenat des Bundesgerichtshofes zugewiesen.
Sie ist seit 1986 mit dem späteren Physik-Professor an der Universität Stuttgart Martin Dressel verheiratet.